# Droga wojewódzka 712
Die Droga wojewódzka 712 (DW712) ist eine fünf Kilometer lange Droga wojewódzka (Woiwodschaftsstraße) in der Woiwodschaft Masowien in Polen. Die Strecke in den Powiaten Piaseczyński und Otwocki verbindet drei weitere Woiwodschaftsstraßen.

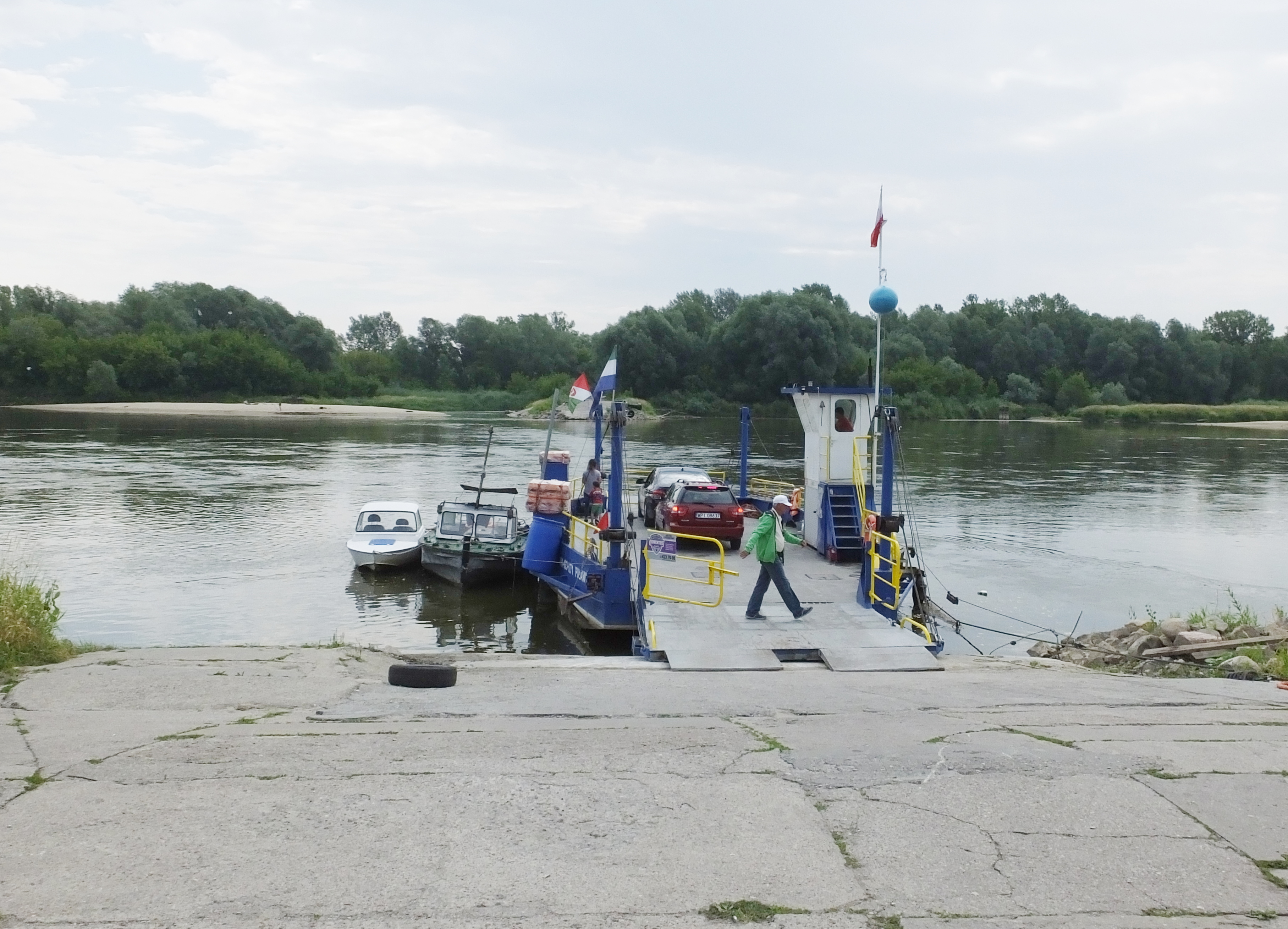
Die Weichselfähre (2017)

Die Straße zweigt in Habdzin von der Woiwodschaftsstraße DW721 ab. Sie verläuft in südöstlicher Richtung über Łęg und Czernidła zum Ufer der Weichsel. In Gassy zweigt die DW868 ab und führt weiter in südlicher Richtung. Seit August 2014 verkehrt eine Fähre über die Weichsel. Am Ostufer verläuft die DW712 einen Kilometer in östlicher Richtung, bis sie am Stadtrand die Woiwodschaftsstraße DW801 erreicht. Diese führt am Ostufer der Weichsel von der Hauptstadt Warschau bis Puławy in der Woiwodschaft Lublin.
Bis zum Überfall auf Polen 1939 überbrückte eine hölzerne Brücke die Weichsel. Die nächste Brücke über die Weichsel befindet sich etwa 15 Kilometer südlich in Góra Kalwaria.

## Streckenverlauf
Woiwodschaft Masowien, Powiat Piaseczyński
-  Habdzin (DW721)
-  Gassy (DW868)
-  Fähre Gassy–Karczew über die Weichsel

Woiwodschaft Masowien, Powiat Otwocki
-  Karczew (DW801)